# Neuaufnahmen in das UNESCO-Kultur- und -Naturerbe 2012
Im Jahr 2012 fanden die folgenden Neuaufnahmen in das UNESCO-Kultur- und -Naturerbe statt.

## Welterbestätten
Auf der 36. Sitzung des Welterbekomitees vom 24. Juni bis zum 6. Juli 2012 in Sankt Petersburg wurden 24 Stätten in das Welterbe aufgenommen, darunter 19 Kulturstätten, vier Naturstätten und eine gemischte Stätte.
| Vertragsstaat(en)                                                    | Bezeichnung                                                                                                  | Typ | Ref. | Anmerkungen |
| -------------------------------------------------------------------- | --- | --- | ---- | ----------- |
| Bahrain                                                              | Perlenzucht als Zeugnis einer Inselökonomie (Lage)                                                           | K   | 1364 |             |
| Belgien                                                              | Bedeutende Bergbauanlagen Walloniens (Lage)                                                                  | K   | 1344 |             |
| Brasilien                                                            | Rio de Janeiro: Carioca-Landschaften zwischen Bergen und Meer (Lage)                                         | K   | 1100 |             |
| Deutschland                                                          | Markgräfliches Opernhaus Bayreuth (Lage)                                                                     | K   | 1379 |             |
| Elfenbeinküste                                                       | Historische Stadt von Grand-Bassam (Lage)                                                                    | K   | 1322 |             |
| Frankreich                                                           | Bergbaugebiet Nord-Pas de Calais (Lage)                                                                      | K   | 1360 |             |
| Indien                                                               | Westghats (Lage)                                                                                             | N   | 1342 |             |
| Indonesien                                                           | Kulturlandschaft der Provinz Bali: das Subak-System als Manifestation der Tri Hita Karana-Philosophie (Lage) | K   | 1194 |             |
| Iran                                                                 | Freitagsmoschee von Isfahan (Lage)                                                                           | K   | 1397 |             |
| Iran                                                                 | Gonbad-e Qabus (Lage)                                                                                        | K   | 1398 |             |
| Israel                                                               | Stätten der menschlichen Evolution am Berg Karmel: Nachal Me´arot / Höhlen im Wadi el-Mughara (Lage)         |     |      |             |
| transnational: Kamerun, Republik Kongo, Zentralafrikanische Republik | Sangha Trinational (Lage)                                                                                    | N   | 1380 |             |
| Kanada                                                               | Kulturlandschaft Grand Pré (Lage)                                                                            | K   | 1404 |             |
| Malaysia                                                             | Archäologisches Erbe des Lenggong-Tals (Lage)                                                                | K   | 1396 |             |
| Marokko                                                              | Rabat, moderne Hauptstadt und Historische Stadt: ein gemeinsames Erbe (Lage)                                 | K   | 1401 |             |
| Palästina                                                            | Geburtsstätte Jesu Christi: Geburtskirche und Pilgerweg, Bethlehem (Lage)                                    | K   | 1433 |             |
| Palau                                                                | Südliche Lagune der Rock Islands (Lage)                                                                      | K/N | 1386 |             |
| Schweden                                                             | Dekorierte Bauernhäuser von Hälsingland (Lage)                                                               | K   | 1282 |             |
| Senegal                                                              | Bassari-Region: Kulturlandschaften der Bassari, Fula und Bedik (Lage)                                        | K   | 1407 |             |
| transnational: Slowenien, Spanien                                    | Historische Stätten der Quecksilbergewinnung: Almadén und Idrija (Lage)                                      | K   | 1313 |             |
| Tschad                                                               | Seenlandschaft von Ounianga (Lage)                                                                           | N   | 1400 |             |
| Türkei                                                               | Neolithische Stätte von Çatalhöyük (Lage)                                                                    | K   | 1405 |             |
| Volksrepublik China                                                  | Fossilienfundstätte von Chengjiang (Lage)                                                                    | N   | 1388 |             |
| Volksrepublik China                                                  | Stätte von Xanadu (Lage)                                                                                     | K   | 1389 |             |